# Жуковский, Аркадий Илларионович
Арка́дий Илларио́нович Жуко́вский (12 января 1922, Черновцы — 2 октября 2014) — украинский историк, общественный и политический деятель. Действительный член Научного общества имени Шевченко (1972). Иностранный член Национальной академии наук Украины (избран 20 марта 1992 года). Почетный доктор Черновицкого университета (1995). Почетный гражданин г. Черновцы. Многолетний ведущий украинист во Франции.

## Биография
Родился в семье православного священника Иллария Жуковского. В 1940 г. окончил Черновицкий лицей имени Пумнула и поступил на философский факультет Черновицкого университета. В то же время стал членом Организации украинских националистов. В 1941 году, во время Второй мировой войны, вместе с семьей эмигрировал в Австрию. В 1942 во время обучения в Политехнике в Бреслау был назначен руководителем местного провода ОУН. В 1949 году окончил высшее образование в городе Грац по специальности «инженер-строитель», возглавлял местный провод ОУН, с 1947 — председатель Союза украинских студенческих обществ Австрии. В 1955-1958 председатель Украинского студенческого общества национального солидаризма «Зарево». Сотрудничал с американской разведкой, подбирая им шпионские кадры из числа актива ОУН.
Позже перебрался во Францию, в 1959 стал генеральным секретарем Украинского академического общества в Париже.
В 1969 году защитил докторскую диссертацию в Украинском свободном университете в Мюнхене. В 1976 году защитил докторскую диссертацию в Сорбонне (Париж).
С 1960 года был ассистентом, с 1977 доцент Института восточных языков и цивилизаций Парижского университета (до 1988). С 1969 года — профессор Украинского свободного университета, продекан философского факультета. В 1968 году избран научным секретарем. Был активным деятелем организации Украинская Национальное Единство во Франции. С 1987 года — председатель НОШ в Европе (Сарсель, Франция), в 2009 году — почетным председателем.
В 1989-1995 годах — президент Библиотеки имени Симона Петлюры в Париже. Член Митрополичьего совета УАПЦ в Европе.
Принимал активное участие в деятельности Центрального союза украинского студенчества и Объединения студенческой молодежи «Зарево». Впоследствии — многолетний член провода Организации украинских националистов.
Многолетний соредактор многотомной Энциклопедии украиноведения, с 1985 года — главный редактор. Член редколлегии и редактор отдела религии и истории англоязычной Энциклопедии украиноведения. Сопредседатель Главной редакционной коллегии Энциклопедии современной Украины.
Награжден Орденом «За заслуги» 3-го (1997) и 2-го (2002) степ. Награжден французским Ordre des Palmes académiques (1982).
Почетный гражданин г. Черновцы (1998). Почетный доктор Черновицкого государственного университета имени Юрия Федьковича (1995), доктор богословия Киевской Духовной Академии УПЦ УП (1996).
Умер 2 октября 2014 года в Париже. Согласно завещанию похоронен в семейном склепе на Русском кладбище в г. Черновцы.

## Документальное наследие
Документальное наследие Аркадия Илларионовича Жуковского, а в частности научные материалы, переписку, документы биографического характера хранятся в фондах Библиотеки им. А. Ольжича в Киеве, Центрального государственного архива зарубежной украинистики — ЦГАЗУ.

## Работы
Основные труды по истории Украины, истории украинской церкви:
- «Очерк истории Украины» (1991, 1992, 1993) — в соавторстве;
- Histoire de l'Ukraine» (1993, 1994);
- «История Буковины», части 1-2 (1991-1993);
- «Петр Могила и вопрос единства церквей» (1997);
- подготовка репринтного переиздания «„Требник“ Петра Могилы», второе издание (1988).

Ряд работ посвящен творчеству русских и украинских поэтов:
- «Шевченкияна в библиотеках Парижа» (1961),
- «Пушкин и Франция» (1964),
- «Сквер Тараса Шевченко в Париже» (1969).

## Награды
- 1997 — Орден «За заслуги» третьей степени (Украина).
- 2002 — Орден «За заслуги» второй степени (Украина).